# Вход в пустоту
«Вход в пустоту» (англ. Enter the Void) — фильм режиссёра Гаспара Ноэ о путешествии между жизнью и смертью. Сам режиссёр описывает жанр фильма как «психоделическая мелодрама».
Премьера черновой версии состоялась на Каннском кинофестивале 2009 года. Фильм вышел на большой экран в 2010 году, в Великобритании и США демонстрировалась сокращённая версия.

## Сюжет
Этот фильм — попытка осмысления нашей реальности художественными средствами. В сюжете несколько раз упоминается Тибетская Книга Мёртвых, в которой описывается состояние человека после смерти.
В основу сюжета положена история брата (Оскара) и сестры (Линды), которые в детстве потеряли родителей в автокатастрофе и, повзрослев, переехали жить в Токио.
С самого начала фильма зритель смотрит на мир глазами главного героя. Когда он моргает, картинка пропадает. Его мысли мы воспринимаем, как голос за кадром.
Маленькая, тесная токийская квартира. Балкон с видом на оживлённую улицу. Яркая вывеска «ВХОД» через дорогу. Оскар зовёт Линду и указывая на летящий в небе самолёт, говорит, что хотел бы посмотреть на Токио с такой высоты. Она отвечает, что ей было бы страшно. Он её спрашивает: «Чего ты боишься?». Она говорит: «Смерти, наверное. Падения в пустоту».
Затем герой берёт в руки книгу и мы видим Тибетскую Книгу Мёртвых крупным планом. Он говорит, что ему её дал почитать его друг Алекс. Сестра скептически относится и к книге и к этому Алексу, называя его «торчком». Затем она прощается и уходит.
Оставшись один, Оскар принимает дозу ДМТ. Следующие пять минут на экране показываются компьютерные эффекты, раскрывающие видения героя.
Из изменённого сознания его выводит звонок по телефону. Звонит его друг Виктор, который хочет, чтобы Оскар принёс ему его наркотик. Он сообщает, что ждёт его в «Пустоте» (название бара).
Оскар с трудом приходит в себя и собирается идти на встречу, но к нему неожиданно приходит Алекс. Между делом он спрашивает о Книге Мёртвых, на что Оскар отвечает, что он её читает и ему нравится. Алекс в разговоре даёт понять, что ему нравится сестра Оскара. Они уходят из квартиры и направляются в «Пустоту». По дороге Алекс намекает Оскару, чтобы тот завязывал с наркотиками и своими словами кратко рассказывает сюжет Тибетской Книги Мёртвых. Потом советует Оскару перестать торговать наркотиками и устроиться на работу. Когда они подходят к клубу The Void («Пустота»), Алекс отказывается входить внутрь и обещает подождать Оскара на улице.
Оскар находит в баре Виктора, тот выглядит очень жалко и произносит слово: «Извини». После этого слышатся крики полиции и в бар врываются люди в форме. Оскар успевает закрыться в туалете и смывает наркотики в унитаз. Паникуя, он кричит, что у него пистолет и что он будет стрелять. Слышится выстрел. У Оскара на руках кровь. Он падает. В кадре его окровавленные руки. Мы слышим внутренний диалог, что он не хочет умирать и не верит, что это происходит с ним.
Потом камера покидает главного героя, поднимается выше и мы видим его труп сверху.
С этого момента камера как бы парит над всем происходящим.
Мы видим, как полицейские осматривают труп Оскара, затем уводят кричащего Виктора. Полицейские пытаются схватить Алекса, но тот убегает.
Затем показан бар, в котором Линда танцует стриптиз. Потом она занимается сексом с японцем, пропуская звонок от Алекса. Он оставляет ей сообщение, что её брата убили. Оставшись одна, Линда прослушивает сообщение и плачет.
Камера перемещается в прошлое и мы узнаём о детстве главных героев и о том, как они попали в автокатастрофу, в которой они выжили, но родители погибли на их глазах.
Будучи детьми, они клянутся, что будут вместе всегда. Но позже их разлучают родственники.
С этого момента камера показывает четыре основных сюжета, перемешанных во времени:
1. Глубокое прошлое Оскара и Линды, когда они были детьми. Их клятва, молодая мама Оскара, как Оскар видел секс матери с отцом.
2. Прошлое Оскара в Токио до приезда сестры, её приезд и их жизнь в Токио. Мы узнаём, как Оскар начал торговать наркотиками в Токио и как переспал с матерью Виктора. Как Линда познакомилась с Алексом, как начала работать в стриптиз-клубе и встречаться с японцем — то ли владельцем клуба, то ли его помощником.
3. Настоящее время. Камера в виде души Оскара перемещается из одного места в другое, показывая, что проходит с его телом, его сестрой и его друзьями после его смерти.
4. Компьютерные эффекты, демонстрирующие загробные видения души Оскара.

В конце фильма Линда встречается с Алексом, и они приезжают в гостиницу под названием «Love» («Любовь»). Там они занимаются сексом, а душа Оскара наблюдает за этим сверху. При этом иногда Линда становится молодой матерью Оскара. Затем душа Оскара перемещается из комнаты в комнату гостиницы, где наблюдает, как люди занимаются сексом, и видит свет, исходящий у них из области паха.
В конце концов, привлечённая светом, исходящим от Линды с Алексом, душа входит ей в живот, и мы наблюдаем процесс секса изнутри её влагалища. Алекс эякулирует.
Яйцеклетка крупным планом. Вокруг сперматозоиды. Один пролезает внутрь, и душа Оскара соединяется с ним. Темнота. Размытое изображение женщины, видимо в больничной палате. Эта женщина похожа одновременно на сестру Оскара и на его молодую мать. Таким образом, мы наблюдаем или новое рождение Оскара, которое ему подарила собственная сестра, или очередной флешбек, и тогда это видение его предыдущего рождения. Но в обеих вышеуказанных случаях, Оскар, выбирает исполнить данное Линде обещание быть с ней.

## В ролях
- Натаниель Браун — Оскар
- Пас де ла Уэрта — Линда
- Сирил Рой — Алекс
- Олли Александер — Виктор
- Масато Танно — Марио
- Эд Спир — Бруно
- Эмили Элин Линд — Линда в детстве
- Джесси Кун — Оскар в детстве
- Нобу Имаи — Тито
- Сакико Фукухара — Саки
- Жанис Беливо-Сикот — мать
- Сара Стокбридж — Сьюзи
- Стюарт Миллер — отец Виктора
- Еми Текучи — Кэрол

## История создания
На вопрос о том, что вдохновило его на создание фильма, Гаспар Ноэ ответил: «Я вырос в условиях атеистического воспитания, но к тому времени, когда вы выходите из подросткового периода и начинаете курить „косяки“, вы также начинаете задавать себе вопросы: что происходит после смерти и возможно ли существование загробной жизни. Хотя я не принимал участия ни в каких религиозных делах, меня заинтересовали некоторые книги, в частности — Жизнь после жизни, написанная Реймондом Муди. С возрастом страх перед смертью утихает, но мысль снять фильм, в котором от первого лица рассказывалось бы о том, что происходит после смерти, родилась в те времена. Позже, когда мне было где-то 23 года, я, поев галлюциногенных грибов, посмотрел „Леди в озере“ — фильм (1947 г.) американского режиссёра и актёра Роберта Монтгомери. Эта лента полностью снята от первого лица, и, под действием псилоцибина, я перенёсся в телевизор — прямо в голову главного героя — даже несмотря на то, что фильм чёрно-белый и демонстрировался с субтитрами. Я подумал, что техника съёмки, при которой действие показывается глазами главного героя, является самым прекрасным кинематографическим приёмом, и когда я сниму фильм о загробном мире, то он будет в нём показан от лица главного персонажа. Годы спустя, посмотрев „Странные дни“ Кэтрин Бигелоу, я убедился в эффективности этого кинематографического приёма. В общем, эту мысль я обдумывал ещё до того, как снял „Падаль“ и „Один против всех“. Я писал сценарий на протяжении последних 15 лет, и даже затрудняюсь сказать, сколько у него было вариантов. Поначалу он был более повествовательным и линейным, а в последних вариантах — более абстрактным и эйфорийным. А „Необратимость“ — это что-то вроде предварительной попытки, в которой я испробовал идею использования летающих камер и длинных проводок.»

## Кастинг
Поскольку главный акцент фильма проставлен на его визуальной составляющей, Гаспар Ноэ решил пригласить для исполнения главных ролей англоязычных актёров. Режиссёр не хотел, чтобы зрители отвлекались на чтение субтитров. Позже Ноэ дал согласие на дубляж фильма в странах, в которых английский язык не является основным.
В первую очередь предстояло найти исполнительницу роли Линды. Ноэ встретил Пас де ла Уэрта на кастинге, проводимом в Нью-Йорке. Режиссёр вспоминает: «Я познакомился с Пас и она мне тут же понравилась. Она подошла на роль, потому что ей нравится делать всё то, что и её героине — кричать, плакать и обнажаться».
Натаниель Браун получил свою роль благодаря внешнему сходству с Пас де ла Уэрта: согласно идее фильма, Оскар и Линда — родные брат и сестра. Ещё одна причина, по которой Браун сыграл в фильме, — его желание стать режиссёром. Ноэ побаивался, что актёр-профи будет разочарован тем, что его будут показывать практически исключительно со спины, но подобный опыт пошёл бы на пользу будущему режиссёру.
С целью поиска исполнителей остальных ролей кастинг проводился среди англоязычных актёров, проживающих в Японии. На одном из таких кастингов появился Сирил Рой, который пришёл только для того, чтобы высказать Гаспару Ноэ своё восхищение его творчеством. Ноэ решил, что Сирил идеально подходит на роль Алекса. Режиссёр делится своими впечатлениями об актёрской игре Брауна и Роя: «Они играли в фильме и даже не задумывались об этом. Это лёгкие на подъём ребята, которым нравилось проводить время перед объективом кинокамеры. Вряд ли у них хоть на момент возникало ощущение, что они на работе. А вот Пас вполне осознанно исполняла свою роль».